# 51-й парашутно-десантний полк (РФ)
51-й гвардійський парашутно-десантний Червоного прапора ордена Суворова 3 ступеня полк ім. Дмитрія Донського (51 ПДП, в/ч 33842) — формування повітряно-десантних військ Збройних сил Російської Федерації. Входить до складу 106-ї повітряно-десантної дивізії.

## Історія

### Друга чеченська війна
23 квітня 2000 року під час руху колони 51-го парашутно-десантного полку сталася засідка під Сержень-Юртом, влаштована угрупуваннями Абу-Джафара і Абу аль Валіда.

### Війна на сході України
Відкриті джерела надають інформацію про участь окремих військовослужбовців полку у бойових діях на Донбасі. У вересні 2014 року батьки тульських десантників писали звернення російській владі із занепокоєнням щодо участі своїх дітей у бойових діях в Україні.
Штаб АТО на брифінгу 11 березня 2015 р. заявив що частини 51 ПДП або 137-го повітряно-десантного полку (Рязань) 106-ї повітряно-десантної дивізії діють в районі смт. Тельманове.
Підрозділи полку у березні 2022 були помічені в районі міст Ірпінь та Гостомель.

## Командування
- (???) полковник Бондарєв Дмитро Євгенович[6]

## Втрати
З відкритих джерел відомо про деякі втрати 51-го парашутно-десантного полку:

## Галерея

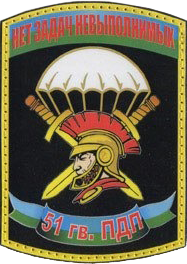
Неофіційний нарукавний знак
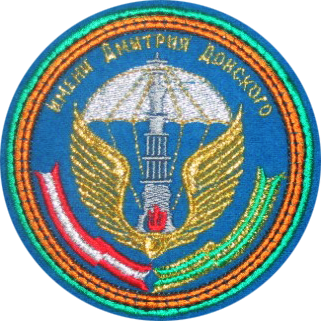
Неофіційний нарукавний знак

## Матеріали
- 51 ГВ ПДП, ТУЛА, ЗВО // warfare.be
- 51 ГВ ПДП, ТУЛА, ЗВО // archive.is